# Atrophy (film)
Atrophy è un cortometraggio del 2010 diretto da Palesa Shongwe.
Il cortometraggio fa parte della produzione 2010 della Big Fish School of Digital Filmmaking.

## Trama
Immagine, poesia, voce e musica si intrecciano in un breve lavoro contemplativo a proposito del protrarsi della memoria della gioventù. Usando la danza come metafora, il film riflette su come il crescere e il muoversi possa inaspettatamente soffocare la libertà e la creatività.

## Riconoscimenti
- 2010 - Tri-Continental Film Festival
  - Premio del pubblico per il miglior cortometraggio